# 吉野創育
吉野創育株式会社（よしのそういく）は、東京都中央区銀座に本社を置く、中学校向け学習教材、学校向け、塾向け学力検査および東京都・神奈川県において高校受験模試『Wもぎ』などを販売する出版社。

## 年譜
- 1949年 - 元文部省図書監修官の前田隆一が京都市上京区において、株式会社吉野書房を設立し、教育書・及び学校図書教材の出版を始める。日本初の『中学○○のワーク ブック』を発刊。「○○の研究と完成｣｢○○の問題と正解」などを製作出版。逐次中学用の出版規模を拡大し、販路は全国に拡がる。
- 1958年 - 本社を大阪市西成区に移転。
- 1970年 - 社名を吉野教育図書株式会社に変更。
- 1973年 - 代表取締役社長に生駒康男が就任。
- 1978年 - 大阪市阿倍野区阿倍野筋５丁目9番27号に「吉野教育ビル」（鉄筋コンクリート6階建）が完成し、本社を移転。
- 1982年 - 配送センターを大阪市西成区に新築移転。
- 1983年 -「吉野教育ビル」東側に隣接する株式会社朝日商会（大阪市阿倍野区阿倍野筋５丁目9番8号）から分筆された
敷地の一部（87.06㎡）を坪単価：115万円で買収。
- 1983年 - 株式会社朝日商会から買収した敷地、及び既存の敷地の一部に鉄筋平屋建の車庫を建設し、駐車場を増床。
- 1984年 - 東京支社を設置。
- 1987年 - 福岡営業所を設置。
- 1987年 - 鉄筋平屋建の車庫を解体。大阪市阿倍野区阿倍野筋５丁目9番8号に重量鉄骨3階建のビル（1階：車庫、2階・3階：事務所）を建設し、「吉野教育ビル」を増床。
- 1990年 - 代表取締役社長に伊藤次夫が就任。
- 1995年 - 代表取締役社長に藤田毅志が就任。
- 2001年 - ホームページを開設。
- 2002年 - 有限会社日放商事（大阪府堺市）に土地･建物をし、「吉野教育ビル」の賃貸契約を結ぶ。
- 2004年 - 代表取締役社長に伊藤次夫が再び就任。
- 2006年 -「ラルーチェ阿倍野」（鉄筋コンクリート10階建）への建て替え工事に伴い、本社を大阪市西成区花園南1丁目3番15号「市信萩之茶屋ビル」3階に仮移転。
- 2007年 - 代表取締役社長に藤瀬文隆が就任。
- 2009年 - ホームページをリニューアル。「ラルーチェ阿倍野ビル」の完成に伴い、本社を大阪市阿倍野区阿倍野筋5丁目9番27号「ラルーチェ阿倍野ビル」2Fに移転。
- 2012年 - 本社を大阪市中央区南船場2丁目5番8号 長堀コミュニティビル3階に移転。
- 2012年 - 吉野教育出版、民事再生法の適用を申請[1]。同年10月に東理ホールディングス傘下の株式会社創育に事業を譲渡[2]。
- 2018年 - 株式会社新教育研究協会設立。
- 2024年 - 2024年度6月・7月・8月度『Wもぎ』開催休止。11月より再開。
- 2025年 - 吉野創育株式会社に商号変更。江東区南砂から中央区銀座に移転。

## 事業所
- 本社

〒104-0061 東京都中央区銀座8-9-13 K-18ビル7階
- 神奈川支店

〒222-0033 神奈川県横浜市港北区新横浜1-3-1 新横浜アーバンスクエア303号
- 山梨支店

〒400-0851 山梨県甲府市住吉4-23-17
- 東京配送センター

〒132-0003 東京都江戸川区春江町2-6-18

## 吉野教育出版
前身となる吉野教育出版は、1949年（昭和24年）4月、京都市上京区において元文部省図書監修官の前田隆一（民主党参議院・比例区選出の前田武志の父）が当時戦後の混乱期に再建を念じ、国づくり、人づくりの為の教育を掲げ、吉野教育図書株式会社の前身、株式会社吉野書房を創設した。その後、吉野教育図書株式会社に改組し、「国語学習便覧」「社会科基本用語集」などのヒット商品を生み出している他、その取扱教材は、約400社の特約代理店網を通じて全国の中学校で学習に利用されており、総点数約500点を発刊していた。2012年9月19日、民事再生法の適用を申請し、同日保全命令を受けた後、同年10月、前身の株式会社創育に事業を譲渡した。